# Halobacteroides halobius
Halobacteroides halobius è una specie di batterio appartenente alla famiglia delle Halobacteroidaceae.